# Municipio de Gallagher
El municipio de Gallagher (en inglés: Gallagher Township) es un municipio ubicado en el condado de Clinton en el estado estadounidense de Pensilvania. En el año 2000 tenía una población de 340 habitantes y una densidad poblacional de 2.5 personas por km².

## Geografía
El municipio de Gallagher se encuentra ubicado en las coordenadas 41°14′00″N 77°21′59″O / 41.23333, -77.36639.

## Demografía
Según la Oficina del Censo en 2000 los ingresos medios por hogar en la localidad eran de $39,531 y los ingresos medios por familia eran de $45,000. Los hombres tenían unos ingresos medios de $35,833 frente a los $16,250 para las mujeres. La renta per cápita de la localidad era de $18,638. Alrededor del 6,9% de la población estaba por debajo del umbral de pobreza.